# Лісовий Андрій Львович
Лісовий Андрій Львович (нар. 16.10.1902 с. Бокова, Олександрійський повіт Херсонська губернія, Російська імперія — пом. 1982, Москва, РРФСР, СРСР) — генерал-майор, доктор військових наук, професор кафедри і начальник факультету Військової академії ім. Фрунзе.

## Життєпис
Народився 16.10.1902 року в с. Боковій, Олександрійського повіту Херсонської губернії в родині селян Лева Віссаріоновича та Мотрони Петрівни Лісових.
Закінчив артилерійське відділення об'єднаної військової школи ім. ЦВК (Центрального Виконавчого комітету) у Кремлі м. Москва (1924 р.), Московську військову академію бронетанкових і моторизованих військ (1937), академію Генерального штабу (1941). Учасник війни з Японією (1939) — командир танкової бригади, ІІ-ї Світової війни. Воював на Південно-західному, Калінінському, Першому Прибалтійському фронтах. За роки війни пройшов шлях від начальника штабу 142-ї танкової бригади Південно-західного фронту (1941), командира 21-ї танкової бригади (1941-42) до заступника командира бронетанкових та моторизованих військ 1-го Прибалтійського фронту (1944), командира бронетанкових та моторизованих військ 11-ї гвардійської армії (1945).
Після закінчення війни працював у Військовій академії ім. Фрунзе викладачем, де був ординарним професором кафедри та начальником факультету. Військове звання — генерал-майор.

## Нагороди
Нагороджений орденом Леніна, чотирма орденами Червоного прапора, орденами Кутузова ІІ ступені, Олександра Невського, орденами Монгольської Народної рестубліки — Червоного Прапора і Полярної Зірки, іншими орденами та медалями.